# (5370) Таранис
(5370) Таранис (лат. Taranis) — околоземный астероид из группы Амура (III), который примечателен прежде всего тем, что является одним из немногих амуров, так далеко уходящих от Солнца, что пересекает не только орбиту Марса, но и орбиту Юпитера, находясь при этом ещё и в орбитальном резонансе 2:1 с этой планетой. Он был открыт 2 сентября 1986 года французским астрономом Аленом Мори в Паломарской обсерватории и назван в честь Тараниса, бога грома в кельтской мифологии.
- Орбита астероида Таранис и его положение в Солнечной системе